# Tesso
Tesso, la Rata de Hierro, es como se conoce en la mitología japonesa al abad Raigo del templo Miidera, quien se transforma en un híbrido mitad hombre mitad rata. Tesso difiere de muchos yokai en que es un único personaje. Sólo hay un Tesso. 

## Nombre
La palabra tesso está formada por los kanjis 鉄 (te: hierro) y 鼠 (sso: rata). Este yokai recibió el nombre de Tesso de Toriyama Sekien en su colección de yokai llamada Gazu Hyakki Yako (画図百鬼夜行: Desfile Nocturno Ilustrado de los Cien Demonios), aunque el personaje es mucho más antiguo. Hasta que Toriyama Sekien le puso el nombre de Tesso se le conocía como Raigo Nezumi (頼豪鼠), que significa Raigo la Rata.

## Historia
La historia comienza con el emperador Shirakawa, quien estaba desesperado por tener un heredero al trono. Pidió ayuda al abad del templo Miidera, un poderoso monje budista llamado Raigo. El emperador Shirakawa prometió a Raigo grandes recompensas si él usaba sus poderes espirituales para concederle un hijo. Raigo aceptó la oferta y se entregó a la meditación, la oración y la magia. Pronto nació el hijo del emperador Shirakawa, el príncipe Taruhito.
Raigo acudió al Emperador para recibir la recompensa prometida, y pidió sólo lo necesario para construir una plataforma de ordenación en su templo de Miidera. El emperador no tuvo objeción en complacerle, hasta que interfirieron problemas políticos entre templos.
Miidera tenía un templo rival, el poderoso Enryaku-ji en el Monte Hiei en Kioto. Los monjes de Enraku-ji no eran monjes corrientes y pacíficos, sino un terrible ejército de guerreros militantes temidos en todo Japón. Se decía que el emperador de Japón podía influir en todo salvo en tres cosas: el soplar del viento, el rodar de los dados en un cubilete, y los monjes de Enraku-ji. A pesar de ser ambos de la secta budista Tendai, Miidera y Enraku-ji se habían separado en dos facciones diferentes tras la muerte de su fundador. Enraku-ji no iba a permitir que se ordenaran nuevos monjes Tendai en Miidera, un privilegio que reservaban para sí mismos.
Al emperador no le quedó más remedio que romper su promesa con Raigo. Preguntó si había cualquier otra cosa que pudiera darle, pero Raigo se mostró inflexible. Tan inflexible, de hecho, que entró en huelga de hambre y murió a los 100 días, maldiciendo al emperador con su último aliento. En el momento de su muerte, se dice que una figura blanca apareció ante la cuna del príncipe Taruhito, de cuatro años, que murió poco después. Lo que Raigo había dado, Raigo se lo llevó.
Lo que ocurrió después fue extraño: hasta aquí sería la típica historia de fantasmas con Raigo volviendo como un yurei. Pero la historia no acaba aquí. Raigo usó magia negra para asegurarse de que renacería tras su muerte como un terrible yokai. Transformó su cuerpo en la forma de una rata gigante tan grande como un humano, con un cuerpo tan duro como la roca y con garras y dientes de hierro.
El ahora llamado Raigo la Rata invadió Enraku-ji con un ejército de ratas, devorando sus excepcionales y valiosas escrituras budistas, incluso comiéndose las estatuas del propio Buda. Este reinado del terror rateril continuó hasta que se construyó un templo para aplacar a Raigo, transformándole de un terrorífico emisario de venganza a un espíritu kami protector. Porque así es como los espíritus malignos hacían las cosas en el folklore del periodo Heian.

## Onryo
Antiguos textos describen a Raigo como un onryo, el nombre de los espíritus vengativos tan populares en la filmografía japonesa de terror. A Raigo no se le vería como un onryo hoy en día: su transformación en rata le haría más monstruo que fantasma. Pero en el periodo Heian la palabra onryo tenía un significado más específico, siendo algo que maldijera o tuviera rencor al emperador o la familia imperial. Y esta definición se ajusta perfectamente a Raigo.

## Origen
La historia de Raigo viene del Heike Monogatari (平家物語: La Historia de Heike) un poema épico del periodo Heian que relata las guerras entre los Heike y los Taira que dividieron Japón en dos facciones que pelearon por el trono. A veces se dice que el Heike Monogatari es la versión japonesa de la Odisea, mezclando libremente hechos históricos con temas sobrenaturales y mitología.
Dado que el Heike Monogatari viene de la tradicional narrativa oral, hay varias versiones del mismo con variaciones en la historia de Raigo la Rata. En una de las versiones más antiguas, el Engyo Hon (延慶本: Libro del Periodo Engyo), la historia termina con la muerte del príncipe Taruhito. En versiones posteriores Raigo aparece cada vez más monstruoso. En la versión de 48 volúmenes Genpei Seisuiki aparece Raigo atacando Enraku-ji con su armada de ratas, y en el épico e histórico Taiheiki (太平記: Registro de la Gran Paz) del siglo XIV a Raigo se le describe con cuerpo de piedra y dientes y garras de hierro. Este Raigo no sólo se comió los textos sagrados de Enraku-ji, sino también las estatuas de Buda.
A pesar de que la historia de Raigo la Rata es ficticia, la mayoría de los personajes principales existieron históricamente. Registros del santuario afirman que Raigo fue el abad de Miidera, y que en cierto momento pidió al emperador Shirakawa financiación para construir una plataforma de ordenación, la cual fue denegada. No cabe duda de que el templo rival Enraku-ji tuvo algo que ver en la negativa. En aquella época, el poder de Enraku-ji era absoluto.
La única persona que no estuvo envuelta en el asunto fue el príncipe Taruhito. Los registros sitúan su muerte en 1077, mientras que Raigo murió en 1084. Esto contradice los hechos de la leyenda.
Las ratas, por supuesto, eran fuente de temor para las frágiles colecciones literarias de todos los templos de Japón. Así que no es de extrañar que una doble combinación de espíritu enfadado y rata come-pergaminos fuera una mezcla natural para un Kaidan.

## Otras historias
Raigo la Rata fue un personaje tan popular que otros escritores continuaron la historia después del Heike Monogatari. Por ejemplo, una colección de poemas Tanka de la ciudad de Otsu en la prefectura de Shiga llamado Kyoka Hyakumonogatari (狂歌百物語: Cien Historias de Poemas Satíricos) incluye el poema Raigo de Miidera y reescribe la historia del Heike Monogatari. Durante el periodo Edo, el autor Gyokutei Bakin escribió la historia Raigo Ajari Kaisoden (寺門伝記補録:  La Historia del Abad Raigo quien se Transformó en una Rata Monstruosa), ilustrado por el famoso artista de ukiyo-e Katsushika Hokusai.
Gyokutei pone a Raigo en una narrativa histórica diferente, contando la historia de Shimizu Yoshitaka (también conocido como Minamoto no Yoshitaka), el hijo huérfano de Minamoto no Yoshihara. Yoshitaka se encontraba de peregrinación por lugares santos cuando tuvo una visión sobre Raigo, quien dijo a Yoshitaka que le enseñaría los secretos de la magia negra y le ayudaría a amasar un ejército para vengarse de aquellos que habían asesinado a su padre. Todo lo que Yoshitaka tenía que hacer era escribir una petición oficial de ayuda, y dejarla en el santuario de Raigo junto a una donación.
Yoshitaka por supuesto hizo como se le dijo, y pronto tuvo la habilidad de Raigo de cambiar de forma y poder controlar a las ratas. Como cambio adicional, Yoshitaka es perseguido por Nekoma Mitsuzane (cuyo nombre irónicamente empieza con el kanji de “gato” como un guiño al juego tradicional del gato y el ratón). En otra escena, Nekoma encuentra a Yoshitaka y está a punto de matarlo cuando una rata gigantesca se interpone para defender a Yoshitaka. En otra escena diferente, Nekoma está torturando a la suegra de Yoshitaka, y este dirige un ejército de ratas en su defensa, salvándola.
Cientos de años después, Raigo se mantiene en la imaginación popular. El autor moderno Kyogoku Natsuhiko usó la historia de Raigo como base en su novela de misterio Tesso no Ori (鉄鼠の檻: La Jaula del Tesso).

## Templos Tesso
Hay varios templos supuestamente dedicados a Raigo, cada cual diciendo ser el templo que terminó con la venganza de ingesta de pergaminos.
En Hyoshi Taisha, en el distrito Sakamoto de la ciudad de Otsu, en la prefectura de Shiga, existe un templo llamado El Templo de la Rata que algunos vinculan a Raigo. Los registros del templo, sin embargo, dicen que está dedicado al Dios Rata del zodiaco Chino, y no a Raigo.
El templo de Miidera tiene la conexión más obvia, y tiene un pequeño monumento  y templo dedicados a Raigo, también llamado el Templo de la Rata. Este templo está orientado directamente al Monte Hiei en Kioto, y se dice que se erigió en desafío al rol de Enraku-ji en la maldición de Raigo.
Sin embargo, el Monte Hiei tiene su propio templo: el Templo del Gato, que mira directamente a Miidera. Algunos sospechan que los dos templos están conectados por una leyenda más antigua sobre un monje que invocó un gato gigante para que acabara con una rata gigante que estaba amenazando esa zona.
Puede que esos dos Templos de la Rata fueran re-dedicados para cumplir con el interés de la historia. Igual que las reliquias en las iglesias católicas, un templo o artefacto relacionado con una leyenda popular puede significar un montón de atractivos dólares de turistas, y ni los  templos budistas ni los sintoístas dejan que los hechos se interpongan en una buena historia. Especialmente las que atraen a turistas.